# Canthocamptus oregonensis
Canthocamptus oregonensis är en kräftdjursart som beskrevs av M. S. Wilson 1956. Canthocamptus oregonensis ingår i släktet Canthocamptus och familjen Canthocamptidae. Inga underarter finns listade i Catalogue of Life.